# Okres Skalica
Skalica is een district (Slowaaks: okres) in de Slowaakse regio Trnava. De hoofdstad is Skalica. Het district bestaat uit 3 steden (Slowaaks: mesto) en 18 gemeenten (Slowaaks: obec).

## Steden
- Gbely
- Holíč
- Skalica

## Lijst van gemeenten
| - Brodské - Dubovce - Chropov - Kátov - Kopčany - Koválovec | - Letničie - Lopašov - Mokrý Háj - Oreské - Petrova Ves - Popudinské Močidľany | - Prietržka - Radimov - Radošovce - Trnovec - Unín - Vrádište |

Okres Dunajská Streda · Okres Galanta · Okres Hlohovec · Okres Piešťany · Okres Senica · Okres Skalica · Okres Trnava